# Ghassan Massoud
Pour les articles homonymes, voir Massoud.
Ghassan Massoud (en arabe : غسان مسعود), né le 20 septembre 1958 à Damas, est un acteur, metteur en scène et cinéaste syrien. 
Il est connu en Occident pour avoir tenu le rôle de Saladin en 2005 dans le film de Ridley Scott, Kingdom of Heaven.

## Biographie
Massoud a également joué le cheik dans le film turc La Vallée des loups - Irak, et Ammand du Corsaire dans Pirates des Caraïbes : Jusqu'au bout du monde. Il a refusé un rôle dans Syriana, la superproduction hollywoodienne, en 2005, affirmant sa crainte que le film soit anti-Arabe. Massoud s'est dit également préoccupé par la situation politique dans son pays et dans la région en refusant le rôle. Plus tard, il dit qu'il regrettait sa décision après avoir vu le film achevé.
Massoud est connu en Syrie pour son apparition dans de nombreux films réalisés en Syrie, et l'écriture et la direction de la pièce de théâtre Diplomasiyyoun.
Il faisait partie du Ministère de la culture syrien dans le secteur du théâtre en 2002. Il est apparu dans la mini-série télévisée syrienne, Le Chant de la pluie, et dans Haytham Hakky. Il fut acteur dans Mademoiselle Julie de Strindberg.
Marié et père de deux fils et d'une fille, Massoud enseigne le théâtre et la musique à l'Université de Damas, à la Drama School et à l'Institut supérieur des arts dramatiques.

## Filmographie
- 1996 : Le survivant : Shamoon
- 2005 : Kingdom of Heaven : Saladin
- 2006 : La Vallée des loups - Irak : Cheikh Abdurrahman Halis Karkuki
- 2006 : Les Ombres du silence
- 2007 : Pirates des Caraïbes : Jusqu'au bout du monde : Ammand le Corsaire
- 2012 : Omar (série télévisée) : Abou Bakr As-Siddiq
- 2014 : Exodus, Gods and Kings: Le Grand Vizir.
- 2017 : Tout l'argent du monde : Le cheikh arabe
- 2019 : Tomiris : Cyrus le grand